# ألفرد مولر (لاعب كرة قدم)
ألفرد مولر (بالألمانية: Alfred Schön)‏ (12 يناير 1962 في ألمانيا - ) هو مدرب كرة قدم ولاعب كرة قدم ألماني في مركز الوسط، شارك في الألعاب الأولمبية الصيفية 1984. ولعب مع شتوتغارت كيكرز وفالدهوف مانهايم وكارل زايس يينا ونادي نانسي.

## وصلات خارجية
- ألفرد مولر على موقع قاعدة بيانات كرة القدم.إي يو (الإنجليزية)
- ألفرد مولر على موقع بيانات كرة القدم. دي إي (الألمانية)
- ألفرد مولر على موقع أوليمبيديا (الإنجليزية)